# Образ автора
Обра́з (фигура) а́втора в литературе — одна из форм авторского присутствия в произведении литературы; создатель литературного произведения, налагающий персональный отпечаток на его художественный мир. Одно из центральных понятий литературоведения, стилистики и поэтики. М. Бахтин под образом автора понимал «один из образов данного произведения (правда, образ особого рода)».
Термин был введён в научный оборот во времена формальной школы (1920-е годы) будущим академиком В. Виноградовым. Понятие было целостно осмыслено учёным в контексте теории функциональных стилей, которую он разработал. Образ автора понимался Виноградовым как главная и многозначная стилевая характеристика произведения; это центр художественно-речевого мира, обнаруживающий эстетические отношения автора к содержанию собственного текста. По мнению учёного, в речевой структуре образа автора «объединяются все качества и особенности стиля художественного произведения». Виноградов дал целостное определение понятию образ автора: «концентрированное воплощение сути произведения, объединяющее всю систему речевых структур персонажей в их соотношении с повествователем, рассказчиком или рассказчиками и через них являющееся идейно-стилистическим средоточием, фокусом целого».
Формы присутствия автора в тексте зависят от родовой принадлежности произведения, его жанра и многих других художественных аспектов. Они также обнаруживаются в рамочных компонентах текста (например, заглавие, эпиграф), посвящении, предисловии, послесловии и других «сильных позициях» текста, образующих в совокупности метатекст. В структуре образа автора выделяют следующие компоненты: отношение к действительности; принципы отбора «предметов»; стержень композиции, объединяющий все элементы произведения; синтез речевых стилей; выбор языковых средств.
Особенность понятия образ автора состоит в том, что, с одной стороны, оно является одним из самых известных в филологических исследованиях и в филологическом образовании, а с другой — его содержание характеризуется расплывчатостью, диффузностью. В современной науке о литературе существует терминологическая путаница в определении понятия образ автора. Как правило, понятия «автор-повествователь» и «образ автора» смешивают, приравнивают. Ещё академик В. Виноградов «уравнивал» понятия образ автора и повествователь. Так, в одной из своих работ как синонимичные он использовал три понятия — образ автора, повествователь, рассказчик.
Многие прозаики играют с фигурой автора, то неожиданно переходя в середине книги на повествование от первого лица (так делал ещё Рабле в XVI веке), то заставляя беспристрастного, как поначалу кажется, повествователя вмешиваться в действие в качестве одного из действующих лиц и (или) эмоционально комментировать поступки иных персонажей, чем подчёркивают субъективность повествователя («Пнин» Набокова).
В постмодернистской литературе нередко среди других действующих лиц появляется фигура, носящая имя автора произведения, — такой приём часто применяли (среди прочих) Борхес и Воннегут. Однако, как правило, это лишь элемент художественной игры, и носящий имя автора персонаж далеко не равнозначен самому автору (так же, как персонаж, от первого лица ведущий повествование в «Евгении Онегине», отнюдь не равнозначен А. С. Пушкину). По аналогии, некоторые режиссёры появляются в собственных фильмах в эпизодических ролях (пример — камео Альфреда Хичкока).